# Addis Ababa Stadion
Het Addis Abeba Stadion (officieel: Yidnekachew Tessema Stadium) is een stadion in de Ethiopische hoofdstad Addis Abeba. Het stadion kan voor verschillende doeleinden worden ingezet, maar meestal gebruikt voor atletiek- en voetbalwedstrijden. In het stadion kunnen ongeveer 35.000 toeschouwers.

## Historie
In 1940 wordt het stadion gebouwd. In 1962, 1968 en 1976 mocht Ethiopië gastland zijn en gold het Stadion als een van de gaststadions. In 1999 werd het stadion gerenoveerd voor de Afrika Cup voor spelers onder 20 jaar. Er zijn plannen om het stadion uit te breiden.

### Afrikaans kampioenschap voetbal 1962
In 1962 werden in dit stadion voetbalwedstrijden voor de Afrika Cup van dat jaar gespeeld. Toen nog onder de naam Hailé Sélassié Stadium.
| № | Datum           | Wedstrijd                                | Uitslag | Afrika Cup 1962 | Toeschouwers |
| - | --------------- | ---------------------------------------- | ------- | --------------- | ------------ |
| 1 | 14 januari 1962 | Ethiopië – Tunesië                       | 4 – 2   | Halve finale    | 30.000       |
| 2 | 18 januari 1962 | Verenigde Arabische Republiek – Oeganda  | 2 – 1   | Halve finale    |              |
| 3 | 20 januari 1962 | Tunesië – Oeganda                        | 3 – 0   | Troostfinale    |              |
| 4 | 21 januari 1962 | Ethiopië – Verenigde Arabische Republiek | 4 – 2   | Finale          | 30.000       |

### Afrikaans kampioenschap voetbal 1968
In 1968 werden in dit stadion voetbalwedstrijden voor de Afrika Cup van dat jaar gespeeld. Toen nog onder de naam Hailé Sélassié Stadium.
| № | Datum           | Wedstrijd                 | Uitslag | Afrika Cup 1968 | Toeschouwers |
| - | --------------- | ------------------------- | ------- | --------------- | ------------ |
| 1 | 12 januari 1968 | Ethiopië – Oeganda        | 2 – 1   | Groepsfase      | 20.000       |
| 2 | 12 januari 1968 | Ivoorkust – Algerije      | 3 – 0   | Groepsfase      | 20.000       |
| 3 | 14 januari 1968 | Ethiopië – Ivoorkust      | 1 – 0   | Groepsfase      | 25.000       |
| 4 | 14 januari 1968 | Algerije – Oeganda        | 4 – 0   | Groepsfase      | 25.000       |
| 5 | 16 januari 1968 | Ivoorkust – Oeganda       | 2 – 1   | Groepsfase      | 15.000       |
| 6 | 16 januari 1968 | Ethiopië – Algerije       | 3 – 1   | Groepsfase      | 20.000       |
| 7 | 19 januari 1968 | Ethiopië – Congo-Kinshasa | 2 – 3   | Halve finale    | 25.000       |
| 8 | 21 januari 1968 | Ivoorkust – Ethiopië      | 1 – 0   | Troostfinale    | 10.000       |
| 9 | 21 januari 1968 | Congo-Kinshasa – Ghana    | 1 – 0   | Finale          | 25.000       |

### Afrikaans kampioenschap voetbal 1976
In 1976 werden in dit stadion voetbalwedstrijden voor de Afrika Cup van dat jaar gespeeld.
| №  | Datum            | Wedstrijd          | Uitslag | Afrika Cup 1976 | Toeschouwers |
| -- | ---------------- | ------------------ | ------- | --------------- | ------------ |
| 1  | 29 februari 1976 | Ethiopië – Oeganda | 2 – 0   | Groepsfase      |              |
| 2  | 29 februari 1976 | Egypte – Guinee    | 1 – 1   | Groepsfase      |              |
| 3  | 3 maart 1976     | Egypte – Oeganda   | 2 – 1   | Groepsfase      |              |
| 4  | 3 maart 1976     | Ethiopië – Guinee  | 1 – 2   | Groepsfase      |              |
| 5  | 5 maart 1976     | Guinee – Oeganda   | 2 – 1   | Groepsfase      |              |
| 6  | 5 maart 1976     | Ethiopië – Egypte  | 1 – 1   | Groepsfase      |              |
| 7  | 9 maart 1976     | Guinee – Nigeria   | 1 – 1   | Finalegroep     | 10.000       |
| 8  | 9 maart 1976     | Marokko – Egypte   | 2 – 1   | Finalegroep     | 10.000       |
| 9  | 11 maart 1976    | Marokko – Nigeria  | 2 – 1   | Finalegroep     | 19.000       |
| 10 | 11 maart 1976    | Guinee – Egypte    | 4 – 2   | Finalegroep     | 10.000       |
| 11 | 14 maart 1976    | Nigeria – Egypte   | 3 – 2   | Finalegroep     | 25.000       |
| 12 | 14 maart 1976    | Guinee – Marokko   | 1 – 1   | Finalegroep     |              |